# Ávila
Ávila város Spanyolországban, Ávila tartományban.

## Fekvése
Ávila  Madridtól kb. 95–100 km-re nyugatra található.

### Szomszédos települések
Ávila Herradón de Pinares, Tornadizos de Ávila, Riofrío, Gemuño, El Fresno, La Colilla, Martiherrero, Bularros, Marlín, Monsalupe, Cardeñosa, Mingorría, San Esteban de los Patos, Tolbaños, Berrocalejo de Aragona, Mediana de Voltoya, Ojos-Albos, Santa María del Cubillo és Navalperal de Pinares községekkel határos. Lakosainak száma 58 111 fő (2024).

## Története
Ávilai Szent Teréz szülővárosa és  egykori lakóhelye volt. Szent Teréz egy eksztázisban átélt látomása után megalapította a karmelita rend ún. sarutlan apácakolostorát. A város egyházi jellegű épületei közül igen sok az ő nevéhez kapcsolódik.

## Népessége
A település népessége az utóbbi években az alábbiak szerint változott:
| Lakosok száma | 47 967 | 52 417 | 53 272 | 56 855 | 59 008 | 58 933 | 58 083 | 57 744 | 57 949 | 58 111 |
|               | 2001   | 2004   | 2006   | 2009   | 2011   | 2014   | 2016   | 2019   | 2021   | 2024   |

## Éghajlata
A város éghajlata Spanyolország belső vidékeihez hasonló: mérsékelt égövi száraz kontinentális (más felosztásban hideg félszáraz vagy hideg félsivatagi). Környezete szinte félsivatagos. A nyár forró és száraz gyakori hőhullámokkal, a tél hideg, olykor szokatlanul erős fagyokkal. Mivel a napsütéses órák száma télen is magas, a nyílt ég alatt az éjszakák rendkívül lehűlnek, nem ritka a mínusz tíz fok sem. Havazás is gyakran előfordul.